# Bad Dürkheim
Bad Dürkheim är en stad i Landkreis Bad Dürkheim i förbundslandet Rheinland-Pfalz i Tyskland.